# Jean-Baptiste Fronty
Jean-Baptiste Fronty, né le 21 avril 1964 à Paris (15e arrondissement) et mort dans le même arrondissement le 26 septembre 1990, est un comédien et auteur dramatique français.

## Biographie
De 1983 à 1985, il suit les cours du Studio 34 (Philippe Brigaud-Claude Mathieu),

### Metteur en scène
En 1986, avec Urbain Cancelier, il adapte et met en scène Le Guide des convenances(1919) qui remporte les Prix du Public et du Jury aux Rencontres du Jeune Théâtre.
En 1989, il met en scène un Spectacle Feydeau (C’est une femme du monde et Séance de Nuit) au Roseau-Théâtre, qu’il reprendra en 1989 au Théâtre de Neuilly et en 1990 au Cirque d’Hiver.

### Comédien
En 1986 et 1987, il joue dans Le Misanthrope mis en scène par Jean-Luc Jeener, puis interprète Cléante dans Le Malade imaginaire avec la Compagnie Pierre Santini au Théâtre des Boucles de la Marne, à Champigny.
En 1988 et1989, avec la Compagnie Meyrand-Téphany il joue les rôles de Pierre dans La Folle de Chaillot mis en scène par Simon Eine (au Théâtre de Boulogne-Billancourt), de Filipetto dans Les Rustres de Goldoni et d’Edmond dans Le Prix Martin de Labiche (tournée « Le Printemps des Granges »).
En 1989, au Festival de Rocamadour, il joue Don Carlos dans Dom Juan.

### Auteur
En 1990, peu de temps avant sa disparition, Jean-Baptiste Fronty achève l'écriture de sa première et unique pièce : Cendrillon, comédie en vers, destinée au théâtre de marionnettes.